# Koramic
Koramic is een Belgische privé-groep met industriële, financiële en vastgoedactiviteiten. De moedermaatschappij van Koramic, Koramic Holding, werd opgericht in 1883 als "Dakpannenfabriek Pottelberg", een Kortrijks producent van dakpannen. De West-Vlaamse ondernemer Christian Dumolin is er de sterke man.
Dumolin breidde de industriële activiteit sterk uit in de jaren 80 en 90, met een beursintroductie in 1993 onder de naam Koramic. In 1996 slaagde Dumolin erin om een aanzienlijke participatie te nemen in het Oostenrijks bedrijf Wienerberger. De productie van dakpannen werd daarop overgedragen aan Wienerberger. In 2002 verwierf hij een participatie in concurrent Desimpel. In 2003 werd Koramic van de beurs gehaald.
Wat overbleef was de investeringsgroep Koramic Investment Group. Deze bestaat anno 2020 uit vier business units: Koramic Industries (investeringen in niet-beursgenoteerde vennootschappen), Koramic Real state (immobiliën), Trustcapital (private equity-investeringen), en Koramic Finance Company (investeringen in beursgenoteerde vennootschappen).